# سوق القوافي

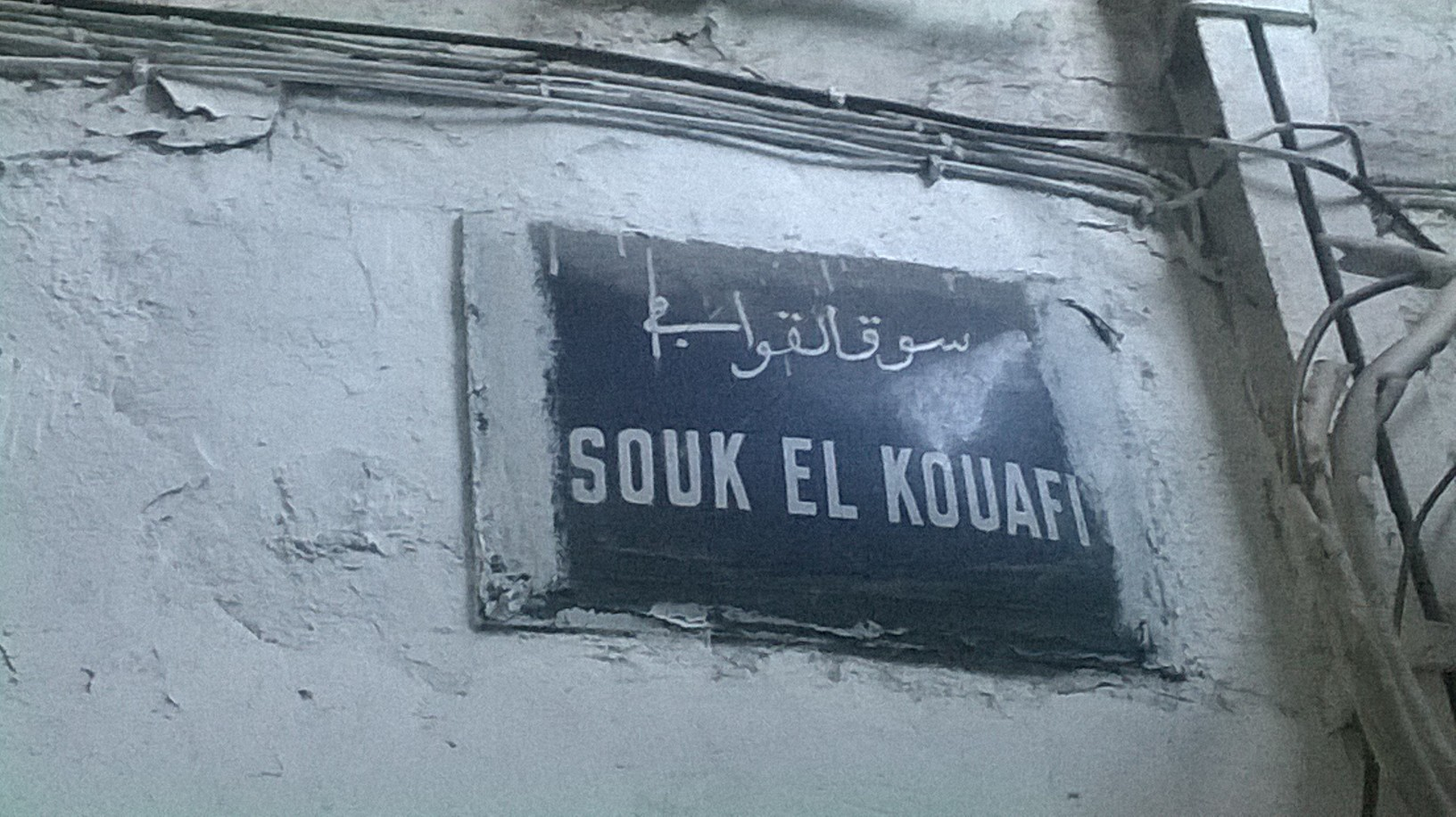
لوحة معلّقة تشير إلى سوق القوافي

سوق القوافي هي واحدة من أسواق مدينة تونس، تخصصت في بيع القوافي وهي قبعات نسائيّة تعتبر جزء من اللباس التقليدي التونسي.

## الموقع
تقع السوق شرق جامع الزيتونة.